# Karl Landsteiner
Karl Landsteiner (ur. 14 czerwca 1868 w Baden, zm. 26 czerwca 1943 w Nowym Jorku) – austriacki lekarz patolog i immunolog, laureat Nagrody Nobla w 1930 roku.

## Życiorys
W 1891 ukończył studia medyczne na Uniwersytecie Wiedeńskim. Po studiach chemicznych w Niemczech u Emila Fischera oraz w Szwajcarii u niemieckiego chemika Arthura Hantzscha, Landsteiner powrócił do Wiednia, gdzie w 1896 został asystentem Maxa von Grubera w Instytucie Higieny. W latach 1898–1908 pełnił funkcję asystenta w uniwersyteckim Zakładzie Anatomii Patologicznej w Wiedniu. W 1911 otrzymał nominację na profesora anatomii patologicznej na Uniwersytecie Wiedeńskim. W 1922 przeniósł się do USA i przyjął stanowisko w Instytucie Rockefellera w Nowym Jorku, pozostając tam do śmierci.
W 1901 roku odkrył, że w krwinkach czerwonych występują dwa antygeny, które warunkują zjawisko aglutynacji (zlepiania się krwinek) w zetknięciu z przeciwciałami obecnymi w osoczu krwi grup o odmiennej strukturze antygenowej. Na podstawie tych obserwacji wyróżnił trzy grupy krwi (A, B oraz 0, którą on sam początkowo oznaczał jako C), za co otrzymał w 1930 roku Nagrodę Nobla w dziedzinie fizjologii lub medycyny. W 1940 roku z Alexandrem Wienerem odkrył czynnik Rh.
W 1932 roku został członkiem Narodowej Akademii Nauk w Waszyngtonie. W 1946 roku został pośmiertnie uhonorowany przyznaniem Nagrody Laskera w dziedzinie badań klinicznych.